# Gaborone United
Gaborone United is een voetbalclub uit de Botswaanse hoofdstad Gaborone. De club werd in 1967 opgericht en werd datzelfde jaar voor het eerst landskampioen.

## Erelijst
Landskampioen
in 1967, 1969, 1970, 1986, 1990, 2009, 2022, 2025
Beker van Botswana
winnaar in 1968, 1970, 1984, 1985, 1990, 2012, 2022
finalist in 1993, 2000
Botswana Independence Cup
winnaar in 1978, 1979, 1980, 1981, 1984, 1985, 1992, 1993
Orange Kabelano Charity Cup
winnaar in 2003
Botswana Defence Force XI · 
Botswana Meat Commission · 
ECCO City Greens · 
Extension Gunners · 
FC Satmos · 
Gaborone United · 
Miscellaneous · 
Mochudi Centre Chiefs · 
Mogoditshane Fighters · 
Motlakase Power Dynamos · 
Nico United · 
Notwane FC · 
Police XI · 
TAFIC · 
Township Rollers · 
Uniao Flamengo Santos